# РН-УфаНИПИнефть
«РН-УфаНИПИнефть» — научно-исследовательский и проектный институт, вёл работу по направлениям деятельности блока «Разведка и добыча», «Поверхностное обустройство» и «Всестороннее интегрированное проектирование» по крупнейшим месторождениям ПАО НК «Роснефть» в области поиска и разведки скоплений нефти и газа, технологии разработки нефтяных и газовых месторождений, строительства скважин, технологии добычи нефти, проектирования обустройства нефтяных месторождений. ООО «РН-УфаНИПИнефть» входило в корпоративный научно-проектный комплекс ПАО НК «Роснефть».

## История
Фактической датой основания предприятия является январь 1991 года, когда было создано малое предприятие «Нефтегазтехнология».  
С июля 1992 года предприятие под именем Внедренческий научно-исследовательский и инженерный центр (ВНИИЦ) «Нефтегазтехнология» становится структурной единицей ПО «Юганскнефтегаз».  
В октябре 1999 года  ВНИИЦ «Нефтегазтехнология» был преобразован в Уфимский филиал ООО «ЮганскНИПИнефть».  
В мае 2005 года Институт вошел в структуру НК «Роснефть», став дочерним обществом ОАО «Юганскнефтегаз» — ООО «ЮНГ-НТЦ Уфа». 
В декабре 2006 года ООО «ЮНГ-НТЦ Уфа» было переименовано в ООО «РН-УфаНИПИнефть».  
Реорганизация обществ путем присоединения ООО «РН-УфаНИПИнефть» к ООО «РН-БашНИПИнефть» завершилась 16.04.2019 г. С указанной даты деятельность организации прекратилась.  
Имел обособленные подразделения в г. Нефтеюганск и г. Нижневартовск.

## Деятельность
В 2014-15 годах сотрудниками «РН-УфаНИПИнефть» был создан уникальный в своем роде проект по изучению тюменской и баженовской свит на территории Западной Сибири. Выполненный проект предсказывает фациальную обстановку осадконакопления тюменской свиты на территории Широтного Приобья. Данная работа дополняет и детализирует ранее выполненные палеогеографические карты В.С. Суркова и А.Э. Конторовича. В рамках выделения перспектив по баженовской свите так же были достигнуты значительные успехи в локализации подвижных запасов. Благодаря примененному, не стандартному подходу к рассмотрению перспективности и локализации запасов баженовской свиты, было объяснено наличие «сухих» и высокодебитных скважин в непосредственной близости друг от друга. Проектной командой Давыдова А.В. составлен прогноз, которой теперь применяется в компании  ПАО НК «Роснефть».
ООО «РН-УфаНИПИнефть» является основным разработчиком наукоемкого программного обеспечения ПАО НК Роснефть. Специалистами Общества разработана и внедрена в дочерних обществах ПАО «НК «Роснефть» корпоративная линейка наукоемкого программного обеспечения, ведутся работы по апробации в нефтегазовой отрасли современных ИТ-технологий – активно развивается практика по DataScience (Business Intelligence, Machine Learning, Big Data). На базе ИТ-подразделений Общества организован специализированный институт по прикладному программному обеспечению в области геологии, разработки и мониторинга месторождений.
В 2016-17 годах в рамках целевого инновационного проекта ПАО НК «Роснефть» был разработан первый в России промышленный симулятор гидроразрыва пласта (ГРП) «РН-ГРИД». Программный комплекс «РН-ГРИД» обеспечивает выполнение всех операций и инженерных расчетов, необходимых для проектирования ГРП: загрузка и визуализация исходных данных большого объема, создание геомеханической модели пласта, анализ диагностических закачек, расчет дизайна и анализ фактически проведенных операций ГРП с использованием обширной базы данных технологических жидкостей и проппантов для ГРП.
Специалистами Института  разработаны и успешно внедрены гидродинамический симулятор «РН-КИМ», комплекс инструментов нефтяного инжиниринга «РН-КИН», программное обеспечение для геологического сопровождения бурения горизонтальных скважин «Горизонт+», программный комплекс подбора и анализа работы погружного оборудования «RosPump» - с 2017 года модуль в составе информационной системы «Мехфонд».

### Партнёрство
В ФГБОУ ВО «УГНТУ» действуют базовая кафедра «Геология и разведка нефтяных и газовых месторождений» и выпускающая кафедра «Цифровые технологии в разработке и эксплуатации нефтяных и газовых месторождений».  
В ФГБОУ ВО «УГАТУ» (ныне Уфимский университет науки и технологий) действует лаборатория гидродинамического моделирования при кафедре математики, и открыт научно-образовательный центр Роснефть-УГАТУ на базе Института компьютерных исследований при НИЧ УГАТУ (ныне Уфимский университет науки и технологий).  
В ФГБОУ ВО «БашГУ» (ныне Уфимский университет науки и технологий) на базе КНИПИ действует базовая кафедра «Прикладная физика» Физико-технического института.  